# Panamerikanische Spiele 2019/Leichtathletik – 10.000 m der Frauen

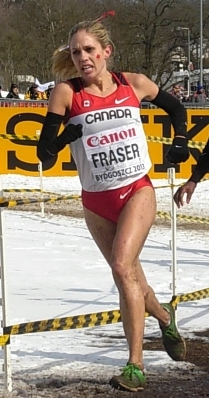
Natasha Wodak (2013) gewann die Goldmedaille

Der 10.000-Meter-Lauf der Frauen bei den Panamerikanischen Spielen 2019 fand am 6. August im Villa Deportiva Nacional in der peruanischen Hauptstadt Lima statt.
13 Läuferinnen aus neun Ländern nahmen an dem Lauf teil. Die Goldmedaille gewann Natasha Wodak nach 31:55,17 min, was auch ein neuer Rekord der Panamerikanischen Spiele war. Silber ging an Risper Biyaki mit 31:59,00 min und die Bronzemedaille gewann Rachel Cliff mit 32:13,34 min.

## Rekorde
Vor dem Wettbewerb galten folgende Rekorde:
| Weltrekord        | Almaz Ayana   | 29:17,45 min | Olympische Spiele in Rio de Janeiro, Brasilien | 12. August 2016 |
| Rekord der Spiele | Brenda Flores | 32:41,33 min | Panamerikanische Spiele in Toronto, Kanada     | 23. Juli 2015   |

## Ergebnis
6. August 2019, 17:25 Uhr
| Platz | Athletin            | Land                | Zeit (min)  |
| ----- | ------------------- | ------------------- | ----------- |
|       | Natasha Wodak       | Kanada              | 31:55,17 PR |
|       | Risper Biyaki       | Mexiko              | 31:59,00 PB |
|       | Rachel Cliff        | Kanada              | 32:13,34    |
| 4     | Elaina Tabb         | Vereinigte Staaten  | 32:24,37    |
| 5     | Carolina Tabares    | Kolumbien           | 32:25,19    |
| 6     | Sarah Pagano        | Vereinigte Staaten  | 32:48,04    |
| 7     | Thalia Valdivia     | Peru                | 33:14,12 PB |
| 8     | Ursula Sanchez      | Mexiko              | 33:22,30    |
| 9     | Tatiele de Carvalho | Brasilien           | 33:57,62    |
| 10    | Tonya Nero          | Trinidad und Tobago | 34:15,36    |
| 11    | Diana Landi         | Ecuador             | 34:33,49 PB |
| 12    | Gladys Machacuay    | Peru                | 34:48,69    |
| 13    | Dailín Belmonte     | Kuba                | 35:01,01    |